# Puertollano
Puertollano és un municipi de la província de Ciudad Real a la comunitat autònoma de Castella-la Manxa. Està situat a la comarca de Puertollano, a 37 km de Ciudad Real. Té una superfície de 226,7 km² i una població de 50608 habitants (cens de 2014). El codi postal és 13500.
Actualment, el municipi disposa de 3 hoteles, Hotel Verona, Hotel Tryp Puertollano Hotel i Hotel Santa Eulalia.

## Administració
| Període      | Nom de l'alcalde/-essa                                                                              | Partit polític | Data de possessió |
| ------------ | --------------------------------------------------------------------------------------------------- | -------------- | ----------------- |
| 1979 - 1983  | Ramón Fernández Espinosa †                                                                          | PSOE           | 19/04/1979        |
| 1983 - 1987  | Ramón Fernández Espinosa †                                                                          | PSOE           | 28/05/1983        |
| 1987 - 1991  | Ramón Fernández Espinosa †                                                                          | PSOE           | 30/06/1987        |
| 1991 - 1995  | Santiago Moreno Fernández (91-93) - Manuel Juliá Dorado (93-94) - Casimiro Sánchez Calderón (94-95) | PSOE           | 15/06/1991        |
| 1995 - 1999  | Casimiro Sánchez Calderón                                                                           | PSOE           | 17/06/1995        |
| 1999 - 2003  | Casimiro Sánchez Calderón                                                                           | PSOE           | 03/07/1999        |
| 2003 - 2007  | Casimiro Sánchez Calderón (03-04) - Joaquín Carlos Hermoso Murillo (04-07)                          | PSOE           | 14/06/2003        |
| 2007 - 2011  | Joaquín Carlos Hermoso Murillo                                                                      | PSOE           | 16/06/2007        |
| 2011 - 2015  | Joaquín Carlos Hermoso Murillo (11-13) - Mayte Fernández (13-15)                                    | PSOE           | 11/06/2011        |
| 2015 - 2019  | Mayte Fernández                                                                                     | PSOE           | 13/06/2015        |
| 2019 - 2023  | Isabel Rodríguez García (19-21) - Adolfo Muñiz (21-actualidad)                                      | PSOE           | 15/06/2019        |
| Des del 2023 | n/d                                                                                                 | n/d            | 17/06/2023        |